# Beastly
Beastly este un roman din 2007 de Alex Flinn. Acțiunea inspirată din basmul francez „Frumoasa și Bestia” se desfășoară în New York-ul modern și este relatată din perspectiva Bestiei. Flinn a cercetat mai multe versiuni ale basmului „Frumoasa și Bestia” pentru a-și scrie cartea. Multe dintre acestea sunt menționate în fragmente din carte, în special în transcrierile din chat în care personajul lui Kyle vorbește cu alți adolescenți transformați și ei în creaturi.

## Rezumat
Kyle Kingsbury este un tânăr bogat, foarte chipeș și popular; dar este, de asemenea, egoist, superficial și crud. La un moment dat, pune la cale un plan perfid împotriva unei fete din clasa lui, pe care toată lumea o evita. Fata se dovedește a fi o vrăjitoare deghizată, pe nume Kendra. Ea îl blestemă pentru cruzimea lui, iar Kyle se transformă într-o fiară; totuși, pentru că tânărul făcuse o faptă bună și-i oferise trandafiri unei fete care lucra la o casă de bilete chiar înainte de a fi transformat, vrăjitoarea îi dă un răgaz de doi ani pentru a rupe vraja, în caz contrar va rămâne bestie pentru totdeauna. Singurul mod de a rupe blestemul este să se îndrăgostească de o fată și ea să-l iubească așa cum e acum, dovedindu-și dragostea printr-un sărut.
Mai târziu, Kendra îi oferă lui Kyle o oglindă magică în care să poată vedea pe oricine dorește el. Tatăl lui, un om superficial, la fel de obsedat de imagine ca fiul său, îl închide într-un apartament foarte mare. Singurele persoane din jurul lui sunt acum menajera Magda și un tutore orb, pe nume Will. Kyle își găsește alinare în îngrijirea trandafirilior dintr-o seră. După ce timp de un an nu reușește să-și găsească dragostea, Kyle își schimbă numele în Adrian, însemnând „Cel întunecat”, pentru a reflecta noua sa identitate, total diferită de băiatul îngâmfat și materialist de odinioară. Într-o zi, Adrian prinde un hoț în grădina sa și îi propune o înțelegere: dacă hoțul o va aduce pe fiica lui, Linda, la el, atunci nu îl va reclama la poliție. Adrian vede în Linda ultima lui șansă de a se elibera de blestem.Când o vede pe Linda, Adrian își dă seama că este aceeași fată căreia i-a dat trandafirii înainte de a fi transformat. Îi amenajează o cameră, lăsându-i trandafiri și cărți cu care să-și petreacă timpul. La început, Linda nu vrea să aibă de-a face cu el pentru că se simte obligată să stea aici, dar, treptat, începe să-l îndrăgească. Adrian se simte tot mai atras de ea și amândoi descoperă sentimente noi și profunde. Iarna merg împreună la o cabană. Cu puțin timp înainte de încheierea ultimului an, Linda dorește să-și revadă tatăl. Adrian o lasă să-l vadă în oglinda magică, dar fata este îngrozită când vede că tatăl ei este extrem de afectat de consumul de droguri. Adrian o lasă să plece la tatăl ei și îi propune să se întoarcă la el la primăvară, dar nu ca prizonieră, ci ca prietenă.
În ultima zi a celui de-al doilea an, Adrian o caută pe Linda în oglindă și o vede târâtă într-o clădire de un bărbat. Fuge să o salveze și este împușcat. Cu ultimele puteri, o roagă pe Linda să îl sărute. Ea îl sărută, vraja este ruptă și Adrian redevine ca înainte. El îi explică totul Lindei și cei doi se întorc și locuiesc împreună în apartament. Și Adrian făcuse o înțelegere cu Kendra, astfel că Will își recapătă vederea, iar Magda se întoarce la familia ei. Kendra îi mărturisește că ea era Magda, pedepsită să rămână servitoare pentru totdeauna din cauza vrăjii ei necugetate, dar acum este liberă și ea să se întoarcă acasă.

## Personaje
- Kyle Kingsbury (alias Adrian) este fiul prezentatorului de știri din Manhattan, Rob Kingsbury. Este înalt, blond, bogat și frumos. El este cel mai popular tip de la școală și se întâlnește cu cele mai frumoase fete. Pentru comportamentul său, este blestemat de o vrăjitoare și are doi ani la dispoziție pentru a rupe vraja.
- Linda „Lindy” Owens este versiunea modernă a Frumoasei din „Frumoasa și Bestia”.
- Kendra Hilferty este o vrăjitoare care și-a folosit prea des puterile în tinerețe și, drept pedeapsă, a fost trimisă de consiliul vrăjitoarelor la New York pentru a se angaja servitoare.
- Will Fratalli este tutorele lui Kyle. Îl încurajează pe băiat să citească diverse cărți, precum Cocoșatul de la Notre Dame și Fantoma de la Operă. Este orb și are un câine, Pilot, care îl ajută să se deplaseze.
- Rob Kingsbury este cel mai cunoscut prezentator de știri din Manhattan. Este tatăl lui Kyle, dar își neglijează complet fiul, fiind mai interesat de propria imagine decât de bunăstarea fiului său.
- Dl. Anderson și ceilalți membri ai unui grup de sprijin pentru persoanele care au trecut prin transformări. Dl. Anderson este autorul de basme din anii 1800, Hans Christian Andersen, Froggie este prințul transformat în broască, Grizzlyguy este prințul din „Albă-ca-Zăpada”, Silentmaid este mica sirenă din basmul lui Andersen. Kyle/Adrian folosește numele de utilizator BeastNYC.
- Daniel Owens este tatăl bolnav și dependent de droguri al Lindei.

## Receptare critică
Potrivit unei recenzii de pe site-ul BookLoons, cartea este interesantă pentru că, deși povestea la origine este veche, de data aceasta evenimentele sunt relatate din perspectiva Bestiei. Publishers Weekly comentează că sfârșitul fericit al cărții are beneficiile sale, chiar dacă nu mai este deloc surprinzător.
Alex Flinn a respectat elementele poveștii tradiționale, în timp ce le-a imprimat o tentă modernă, o latură veridică, prin amplasarea evenientelor într-un oraș real, în societatea contemporană. De asemenea, Kyle este urmărit pas cu pas în transformarea sa, destul de credibil, cu accentul pe schimbările sufletești declanșate de transformarea fizică. O constantă clasică a romanului lui Flinn este tema iubirii adevărate, care are puterea de a vindeca și de a depăși orice obstacol, iubirea salvatoare. Unii critici au asemănat povestea și impactul ei estimat cu popularitatea de care s-a bucurat Amurg de Stephenie Meyer. Flinn reușește să confere o perspectivă nouă, originală, unei povești aparent perimate, iar prin aceasta revigorează subiectul clasic din „Frumoasa și Bestia”. Autoarea menține dramatismul și intriga la un nivel ridicat și provoacă cititorul cu multe răsturnări de situație.

### Recunoaștere
- VOYA Editor’s Choice
- ALA Quick Pick for Reluctant Young Adult Readers
- IRA/CBC Young Adults’ Choice
- New York Public Library Books for the Teen Age
- Texas Lone Star Reading List
- Detroit Public Library Author Day Award
- Utah Beehive Award Master List
- Missouri Gateway Award Master List
- Volunteer State Book Award Master List
- Nevada Young Readers Award Master List
- South Dakota Young Adult Book Award Master List
- New Hampshire Isinglass Award Master List
- Woozles (Canada) Teen Battle of the Books list

## Adaptare cinematografică
Daniel Barnz a regizat filmul Bestial în 2011, cu Vanessa Hudgens, Alex Pettyfer și Mary-Kate Olsen în rolurile principale. Daniel Barnz a scris și scenariul filmului. Deși filmul a primit și critici negative, a contribuit la creșterea popularității romanului lui Flinn.